# 2008 az ökölvívásban
A fontosabb események az ökölvívásban a 2008-as évben.

## Amatőr ökölvívás
- Ökölvívás a 2008. évi nyári olimpiai játékokon

## Profi ökölvívás
Nehézsúly
- Február 23-án New Yorkban a Madison Square Gardenben egy címegyesítő mérkőzésen az ukrán  IBF-bajnok Vlagyimir Klicsko egyhangú pontozással győzte le a veretlen WBO-bajnok orosz Szultan Ibragimovot.
- Március 8-án a nigériai Samuel Peter a 6. menetben technikai kiütéssel győzte le az orosz Oleg Maszkajevet és lett a WBC szervezet világbajnoka.

Cirkálósúly
- Március 8-án a WBC és WBA egyesített bajnok angol David Haye és a walesi WBO-bajnok  Enzo Maccarinelli vívott címegyesítő mérkőzést, amit az angol könnyen már a 2. menetben technikai kiütéssel nyert meg.
- Március 8-án a WBC cirkálósúlyú világbajnoki kihívói pozíciójáért rendezett mérkőzésen a cseh Rudolf Kraj egyhangú pontozással győzte le a veretlen amerikai Matt Godfrey-t.
- Május 3-án a 37 éves német Firat Arslan az amerikai Darnell Wilson ellen egyhangú pontozással (3 x 117-111) védte meg WBA cirkálósúlyú világbajnoki címét . Az angol Haye ún. „szuperbajnok” lett.

Félnehézsúly
- Április 12-én a floridai Tampában két világbajnoki címmérkőzést is tartottak, a WBC-bajnok amerikai Chad Dawson egyhangú pontozással győzte le a 39 éves jamaicai Glen Johnsont , míg a másik mérkőzésen az amerikai Antonio Tarver szintén egyhangú pontozással (116-112, 117-111, 119-109) hódította el az IBF övet a címvédő angol Clinton Woods-tól.
- Április 19-én Las Vegasban a súlycsoportoktól függetlenül is a világ egyik legjobb ökölvívójának tartott nagyközépsúlyú világbajnok walesi Joe Calzaghe és a Ring Magazin által a legjobb félnehézsúlyúnak tartott amerikai Bernard Hopkins csapott össze a Ring Magazin félnehézsúlyú övéért. A világszerte komoly érdeklődésssel kísért  mérkőzést megelőző  nyilatkozatháború nem volt mentes a rasszista felhangoktól, Hopkins kijelentette hogy "Soha nem fogok kikapni egy fehér fickótól." A rangadót 12 menet után megosztott pontozással (115-112, 113-114, 116-111) a walesi nyerte.
- Április 26-án a WBO-bajnok Erdei Zsolt egyhangú pontozással (3 x 119-109) győzte le az amerikai DeAndrey Abront.

Nagyközépsúly
- Február 29-én az IBF-bajnok román-kanadai Lucian Bute első címvédésén kiütötte a volt középsúlyú világbajnok amerikai William Joppyt.
- Június 21-én a walesi Joe Calzaghe által feladott WBA övért vívott mérkőzésen a dán Mikkel Kessler kiütötte a kazahsztáni születésű német Dimitri Sartisont. A új világbajnok a tizenkettedik menetben állította meg veretlen ellenfelét.

Középsúly 
- Március 29-én a német IBF-bajnok Arthur Abraham az utolsó menet utolsó percében ütötte ki kihívóját, az amerikai Elvin Ayalát.
- Április 5-én a német Felix Sturm a düsseldorfi Universum gála főmérkőzésén a hetedik menetben technikai kiütéssel védte meg WBA világbajnoki címét az ausztrál Jamie Pittmannel szemben.
- Június 7-én Atlantic Cityben a veretlen amerikai Kelly Pavlik a walesi Gary Lockett legyőzésével (TKO3) védte meg WBO/WBC középsúlyú világbajnoki címeit.

Nagyváltósúly
- Március 27-én óriási meglepetésre a veterán amerikai Verno Phillips lett az IBF nagyváltósúlyú világbajnoka, miután 12 menetet követően megosztott pontozással (112-116, 113-115, 115-113) verte honfitársát, az addigi bajnok Cory Spinks-t.
- Április 26-án az ukrán WBO-bajnok Szerhij Dzindziruk többségi döntéssel (115-113, 114-114, 118-110) győzte le a cseh Lukas Konecnyt.
- Május 3-án Oscar De La Hoya egyhangú pontozással (120-108, 120-108, 119-109), magabiztosan győzte le a szintén amerikai Steve Forbest. A mérkőzést az előre megbeszélt a váltósúly (147) és a nagyváltósúly (154) közötti köztes súlyban, 150 fonton tartották.
- Június 7-én a veretlen amerikai Sergio Mora többségi döntéssel (114-114, 115-113, 116-112) hódította el a WBC nagyváltósúlyú övét a szintén amerikai Vernon Forrest-től.

Váltósúly
- Április 12-én Atlantic Cityben egy gálán belül két világbajnoki címmérkőzést is tartottak, a WBA-bajnok puerto-ricoi Miguel Cotto technikai kiütéssel győzte le a mexikói Alfonso Gomezt (az ötödik menet után a szünetben a ringorvos tanácsára a vezetőbíró beszüntette az egyoldalú küzdelmet), míg a másik mérkőzésen a mexikói Antonio Margarito a hatodik menetben ütötte ki a puerto-ricoi Kermit Cintront és ezzel elhódította az IBF övet.
- Június 7-én Paul Williams az 1. menetben kiütötte az őt nemrég pontozással legyőző puerto ricói Carlos Quintanat és ezzel visszaszerezte a WBO váltósúlyú világbajnoki címét.
- Június 21-én az amerikai Andre Berto a hetedik menetben ütötte ki a mexikói Miguel Angel Rodriguezt és ezzel megszerezte a Floyd Mayweather által feladott WBC övet.

Kisváltósúly
- Március 22-én az ukrán Andrij Kotelnik  technikai kiütéssel győzte le a walesi Gavin Reest, ezzel megszerezte a WBA világbajnoki címét.

Könnyűsúly
- Március 8-án az amerikai Nate Campbell megosztott pontozással (113-114, 116-111, 115-112) verte honfitársát Juan Diazt és szerezte meg az IBF, WBA és WBO világbajnoki öveket.
- Június 28-án a Fülöp-szigeteki Manny Pacquiao a 9. menetben kiütéssel győzte le az amerikai David Diaz-t és ezzel a WBC könnyűsúlyú világbajnoki címét is megszerezte.

Nagypehelysúly
- Március 15-én a Fülöp-szigeteki Manny Pacquiao megosztott pontozással (112-115, 115-112, 113-114)  győzte le a mexikói Juan Manuel Marquezt  hódította el a WBC világbajnoki címét.
- Április 12-én az dél-afrikai Cassius Baloyi többségi döntéssel (117-111, 116-112, 114-114) verte honfitársát Mzonke Fanat és szerezte meg az IBF  világbajnoki övet.

Pehelysúly
Kispehelysúly
- Április 5-én az IBF kispehelysúlyú világbajnoka, a veretlen kanadai Steve Molitor egyhangú pontozással (120-107, 120-107, 119-108) verte a mexikói Fernando Beltrant.
- Június 7-én a veretlen puerto ricói Juan Manuel Lopez már az első menetben kiütötte a címvédő mexikói Daniel Ponce De Leont és megszerezte a WBO világbajnoki övet. Ugyanaznap a WBA-bajnok panamai Celestino Caballero negyedszerre védte meg címét a venezuelai Lorenzo Parrával szemben.

Harmatsúly
- Január 10-én az ukrán WBA bajnok Vlagyimir Szidorenko egyhangú pontozással verte a japán Nobuto Ikeharát.

- Május 31-én a panamai Anselmo Moreno szoros, de egyhangú pontozással (116-113, 116-112, 116-112) győzte le az addig veretlen ukrán Vlagyimir Szidorenkót.

Kisharmatsúly
Légsúly
- Március 29-én a japán Takefumi Sakata egyhangú pontozással győzte le honfitársát, Shingo Yamaguchi-t és ezzel megvédte a WBA légsúlyú világbajnoki címét.

Kislégsúly
- Április 5-én a veretlen puerto ricoi Ivan Calderon egyhangú döntéssel (mindhárom pontozónál 120-108) diadalmaskodott honfitársa, Nelson Dieppa felett és ezzel megvédte WBO kislégsúlyú világbajnoki címét .
- Június 14-én a mexikói Edgar Sosa megvédte a WBC kislégsúlyú világbajnoki címét, mikor a nyolcadik menetben kiütötte a japán Takashi Kunishigét.

Szalmasúly
- Június 14-én a veretlen mexikói Raul Garcia megosztott pontozással (115-112, 112-115, 118-110) győzte le a címvédő Fülöp-szigeteki Florante Condest és megszerezte az IBF világbajnoki övet.